# ابراهیم‌آباد (مهریز)
ابراهیم‌آباد (مهریز)، روستایی از توابع بخش مرکزی شهرستان مهریز در استان یزد ایران است.
در وسط این روستا چشمه‌ای قرار دارد که تا به حال سابقه‌ی خشک شدن نداشته است و رودخانه‌ای در سمت جنوبی روستا قرار دارد که خشک شده است.

## جمعیت
این روستا در دهستان میانکوه قرار دارد و براساس سرشماری مرکز آمار ایران در سال ۱۳۸۵، جمعیت آن ۴۲ نفر (۱۶خانوار) بوده‌است.